# مسجد سيد محي الدين
مسجد سيد محي الدين هو المسجد الوحيد الذي تقام فية الجمعة في بلدة ثيروباناندال في منطقة ضاحية ثانجافور من ولاية تاميل نادو في الهند، يدار المسجد وفقا لمدرسة سنية تتبع المذهب الحنفي، وهو -المسجد- جزء من مجمع يضم ضريح ومقبرة وعدد من المحلات التجارية التي يتم تأجيرها لتوفير الدخل لتشغيل المسجد.

## التاريخ
في أوائل الثمانينات من القرن العشرين كان المسجد القديم ممزقا ومهدما من أسفله، وأعيد بناؤه في النموذج الحالي الآن، وأقيم حفل افتتاح المسجد الجديد يوم الجمعة الثالث من شهر فبراير عام 1989 .

## عمارة المسجد
يتبع المسجد عمارة المساجد الهندية الجنوبية التي بنيت أو أعيد بناؤه في القرن العشرين مع بعض الاستثناءات البارزة خارجيا، واجهة المسجد تحتوي على اثنتين من المآذن، والغريب أن المسجد ليس لديه قبة، إلى اليمين من المسجد هو مبنى تقليدي يستخدم لأداء الوضوء، وعلى نفس الجهة يوجد مدخل إلى المقبرة.
داخليا المسجد مكون من طابقين، الطابق الأرضي يضم قاعة الصلاة الداخلية حيث تتم صلاة الجماعة فيها، وهي محاطه بقاعة أخرى ملاصقة لقاعة الصلاة الخارجية، حيث يتم في هذه القاعة عقد اجتماعات البلدة والخطابات الدينية ومراسم الزفاف وتجمعات الذكر، وثمة جانب آخر فريد من المسجد هو عدم وجود منبر، وبدلا من ذلك هناك ممر مخفي خلف محراب الصلاة الذي يؤدي إلى شرفة المسجد، حيث أن الشيخ أو الامام يؤدي الخطبة من هناك.

## الضريح
عند مدخل المجمع الكبير الذي يضم المسجد يوجد ضريح للشيخ عبد الرحمن بخش.

## الصور

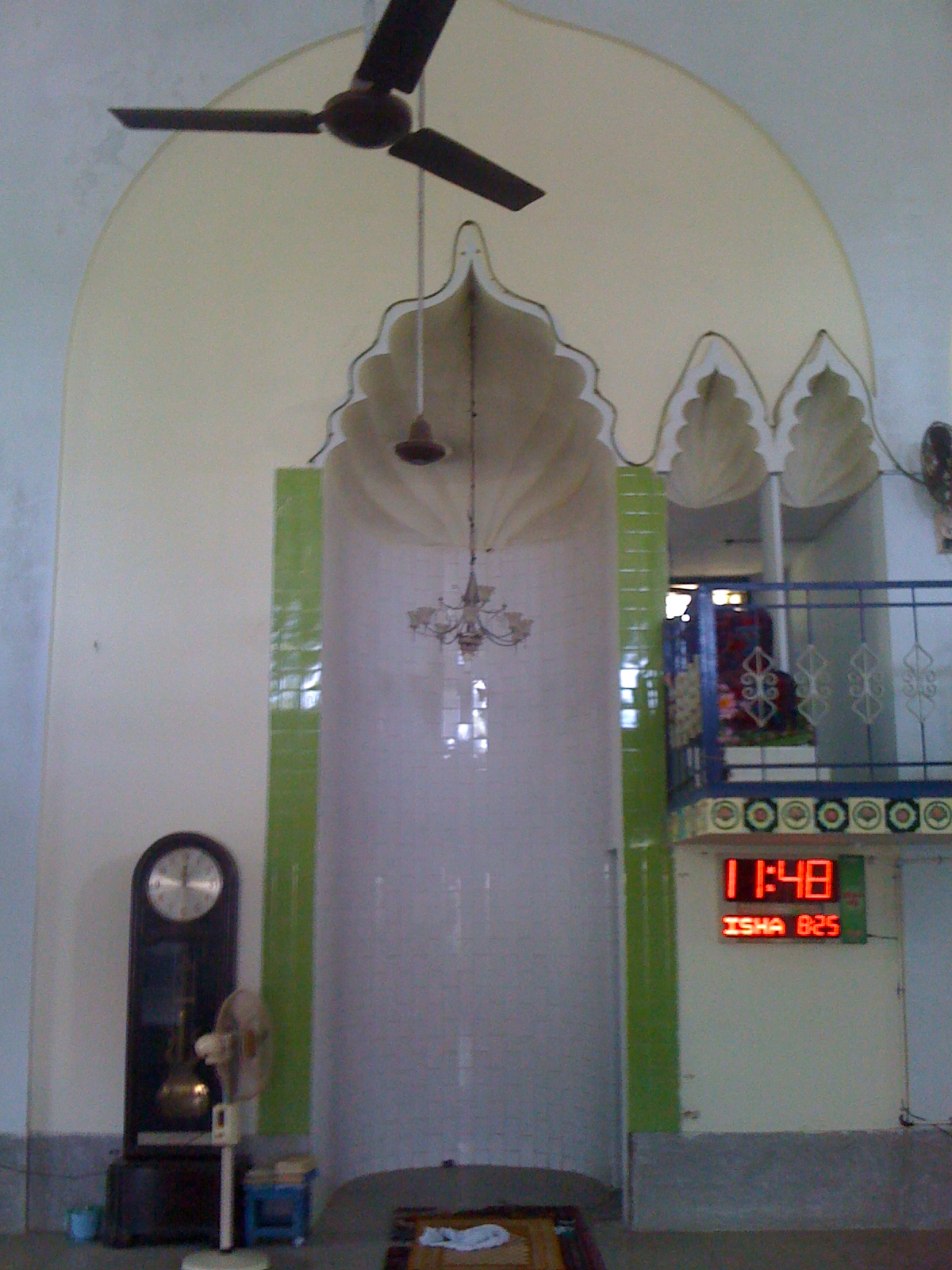
محراب المسجد.
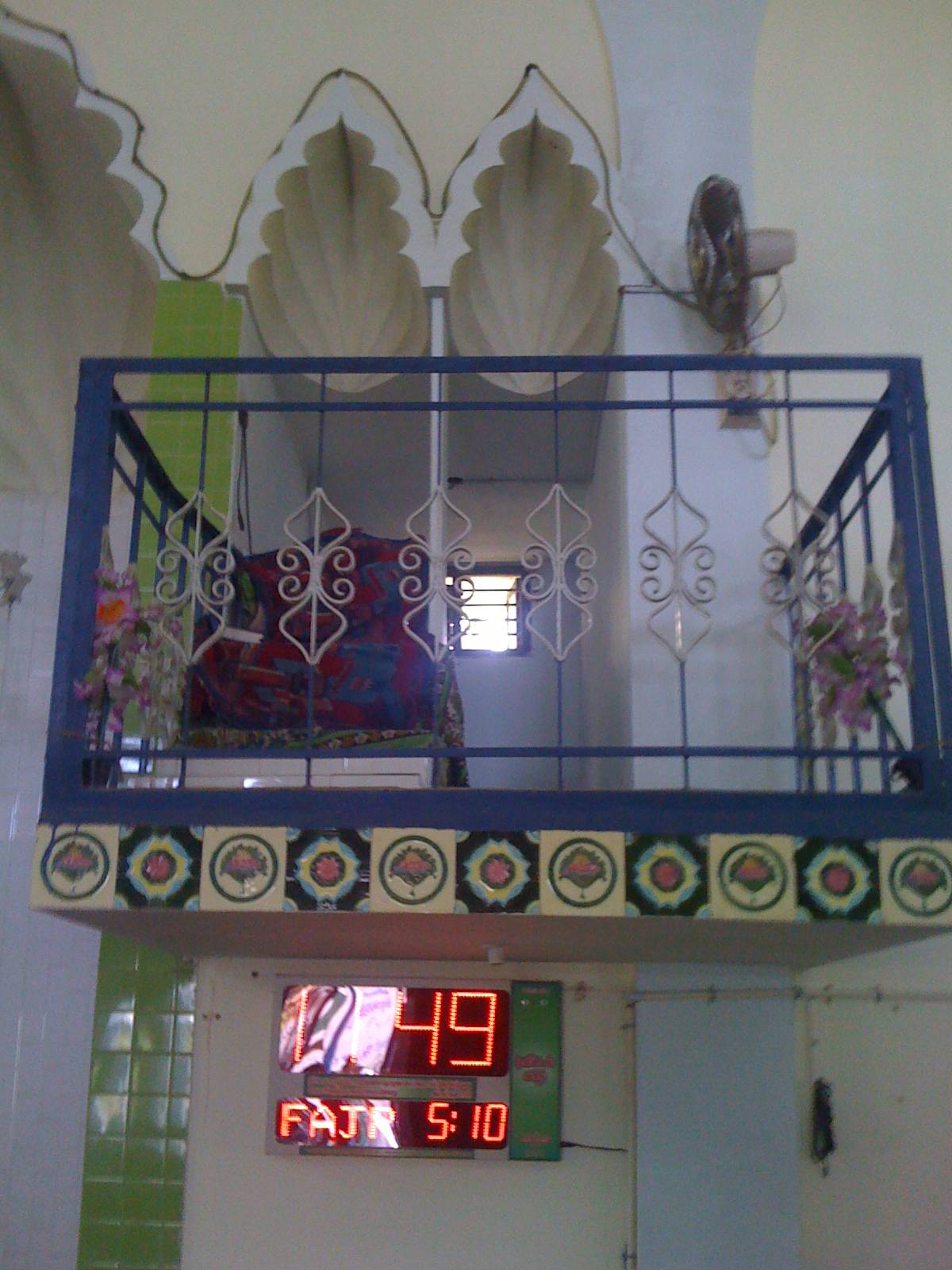
المنبر.